# 灰鷹
灰鷹（英語：Greyhawk）是龍與地下城角色扮演遊戲最早期的戰役設定之一，又稱灰鷹世界。灰鷹一詞也指稱此設定中的自由城市灰鷹（Free City of Greyhawk），此城市外圍的灰鷹堡，以及在其他設定集名為「鋼龍族」（Steel Dragons）的灰鷹龍族（Greyhawk Dragons）。灰鷹的許多規則都是龍與地下城主要作者加里·吉盖克斯與其他人在遊戲過程中整理出來的。在建構背景時，吉盖克斯將他的玩家的戰役設定也納入灰鷹世界，包括Dave Arneson的黑原谷 以及Len Lakofka的Lendore Isles等等。

## 地理與人口
在灰鷹的設定中，奧斯星球有四個大陸。本設定主要基於其中的一塊奧瑞克大陸，尤其集中在奧瑞克東邊名為法蘭尼斯的地區，以及其上的自由城市灰鷹。
法蘭尼斯包括下列分區：西北的Baklunish Basin，北方的依烏茲帝國，東北的西爾隆安半島，遠西的沙之海，西方的謝爾德瑪谷地，位於中央的古佛羅德與其南境（此地包括灰鷹城），古薩姆 (灰鷹)，東方的艾爾迪邊境，遠東的古天朝（Great Kingdom），以及西南的艾美迪奧森林。灰鷹一部分的地理純屬虛構，例如沙之海黑冰原；其他有些地方則有參考現實的歐洲，例如西爾隆安半島就跟斯堪的納維亞很像。
法蘭尼斯的主要居民是所謂的「文明人類」，這群人主要有奧爾迪安人、法蘭人、巴克魯尼什人、蘇族人等四個亞種。 
法蘭尼斯也有幻想種族居住，情況跟托爾金筆下的中土大陸類似。不同族的精靈與矮人擁有自己的國家與要塞，地侏與半身人依附於強力的同盟。但是，即使是塞來涅王國（Celene (Greyhawk)）或尤雷克公國之類幻想種族主控的國家，孤立主義約束了他們對法蘭尼斯的影響力。敵人主要有經常危害自由世界的卓爾精靈，以及食人魔、巨人、龍之類的種族。
無論如何，整體來說法籣尼斯以人類為中心。

## 政權
- 自由都市灰鷹：位在法蘭尼斯中央的自由都市，曾經在天朝（Great Kingdom）統治之下。
- 八葉：灰鷹的八名大法師所組成的團體，隨時監控法蘭尼斯的狀況，維持灰鷹的善惡平衡。
- 依烏茲帝國：邪惡的半神依烏茲（英语：Iuz）所建立的帝國。
- 猩紅兄弟會：主張種族清洗與狂熱修道院信仰的神秘組織，通常視為現實世界中納粹德國與大日本帝國的類比。
- 其他：尼羅德王國（英语：Nyrond）、菲瑞奧迪王國（英语：Furyondy）、科奧蘭王國（英语：Keoland）、其他眾多小國家與組織。

### 自由城市灰鷹
自由城市灰鷹（Free City of Greyhawk），簡稱灰鷹市（Greyhawk City），又名法蘭尼斯之寶（Gem of Flanaess），位在法蘭尼斯中央。

#### 歷史
灰鷹市因為當地一種小型的灰色老鷹得名。
灰鷹市最早是一個貿易殖民地，在4年歸入天朝統治。第四世紀時在市長札吉·依拉格恩（Zagig Yragerne）的領導之下開始繁榮，此時灰鷹市實質上已不在天朝的管轄之下。498年，市長Paerinn正式宣布灰鷹市的獨立。584年，灰鷹戰爭結束，在灰鷹市簽訂停戰協約。

#### 地理
該都市正式的領域包括從Nyr Dyv到Woolly Bay的Selintan河流域、Cairn Hills的大半、Gnarley Forest的部份、Wild Coast的北部、Abbor-Alz的部份。灰鷹市南邊Selintan河流域的部份通常稱為灰鷹平原。

#### 政治
灰鷹市的最高統治組織為Directing Oligarchy，由12到18人組成的議會（Council），由各公會與軍權的代表加上一些有名的魔法師與牧師組成。只有在有空缺的時候，其他成員才會選舉遞補者。議會定期選出一名市長擔任元首。現任市長為Nerof Gasgal。